# Cantonul Le Donjon
Cantonul Le Donjon este un canton din arondismentul Vichy, departamentul Allier, regiunea Auvergne, Franța.

## Comune
- Avrilly
- Le Bouchaud
- Chassenard
- Le Donjon (reședință)
- Lenax
- Loddes
- Luneau
- Montaiguët-en-Forez
- Montcombroux-les-Mines
- Neuilly-en-Donjon
- Le Pin
- Saint-Didier-en-Donjon
- Saint-Léger-sur-Vouzance